# 2K22 Tunguska
Der 2K22 Tunguska (russisch Тунгуска) ist ein Flugabwehrpanzer aus sowjetisch/russischer Produktion. Das Fahrzeug trägt den Systemindex 2S6, der NATO-Codename lautet SA-19 Grison.

## Entwicklung
Der 2K22-Flugabwehrpanzer entstand aufgrund einer Forderung der sowjetischen Streitkräfte. Diese wünschten sich eine Weiterentwicklung des ZSU-23-4-Flakpanzers. Die Entwicklung im Konstruktionsbüro für Gerätebau in Tula begann im Juni 1970. Dort entwarf man als erstes einen Flakpanzer mit Kanonen im Kaliber 30 mm. Gegenüber der ZSU-23-4 konnte damit die wirksame Bekämpfungsreichweite von 2000 auf 4000 m vergrößert werden. Weiter stellte aber die zunehmende Verbreitung von weitreichenden Panzerabwehrlenkwaffen, die von Kampfhubschraubern wie der Boeing AH-64 „Apache“ und Bell AH-1 „Cobra“ eingesetzt wurden, ein Problem dar. Diese Lenkwaffen konnten außerhalb des Wirkungsbereiches der Kanonen abgefeuert werden. Dieser Gefahr begegnete man mit dem zusätzlichen Einbau von Flugabwehrraketen, mit denen die Kampfhubschrauber bekämpft werden sollten, bevor sie ihre Panzerabwehrlenkwaffen zum Einsatz bringen können. Die Entwicklung stockte von 1975 bis 1977, als mit der 9K33 Osa ein leichtes Kurzstrecken-Flugabwehrsystem mit einem ähnlichen Einsatzprofil eingeführt wurde. Dennoch wurde das Flugabwehrsystem 2K22 weiterentwickelt, da die kürzere Reaktionszeit der Kanone von 8 bis 10 Sekunden, verglichen mit 20 Sekunden der Rakete, deutliche Vorteile etwa bei der Bekämpfung von überraschend auftauchenden Hubschraubern und Tieffliegern versprach. Ab 1980 erfolgten die Feldtests durch die Sowjetarmee. Nach weiteren Verbesserungen wurde der 2K22-Flugabwehrpanzer im Jahr 1982 bei der Sowjetarmee eingeführt. Diese ersten Systeme trugen die Bezeichnung 2K22 Treugolnik und waren noch mit vier Lenkwaffen, zwei auf jeder Turmseite ausgerüstet. In den darauffolgenden Jahren wurde der 2K22-Flugabwehrpanzer mehrfach verbessert und der aktuellen Bedrohungslage angepasst. Es entstanden die Ausführungen 2K22M und 2K22M1. Weiter bildete der 2K22-Flugabwehrpanzer die Grundlage für die späteren Systeme 96K6 Panzir und Sosna.

## Technik

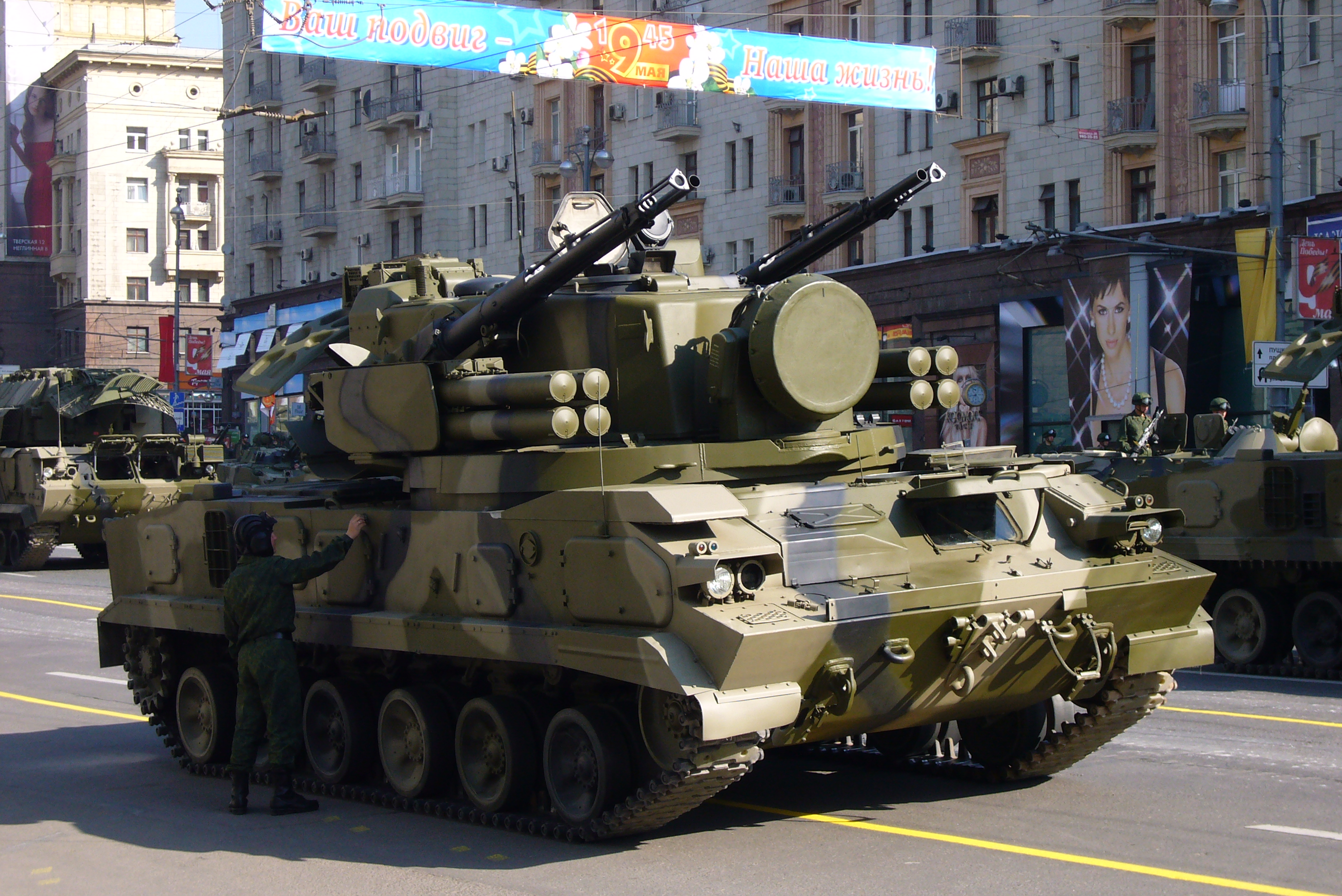
Tunguska M1

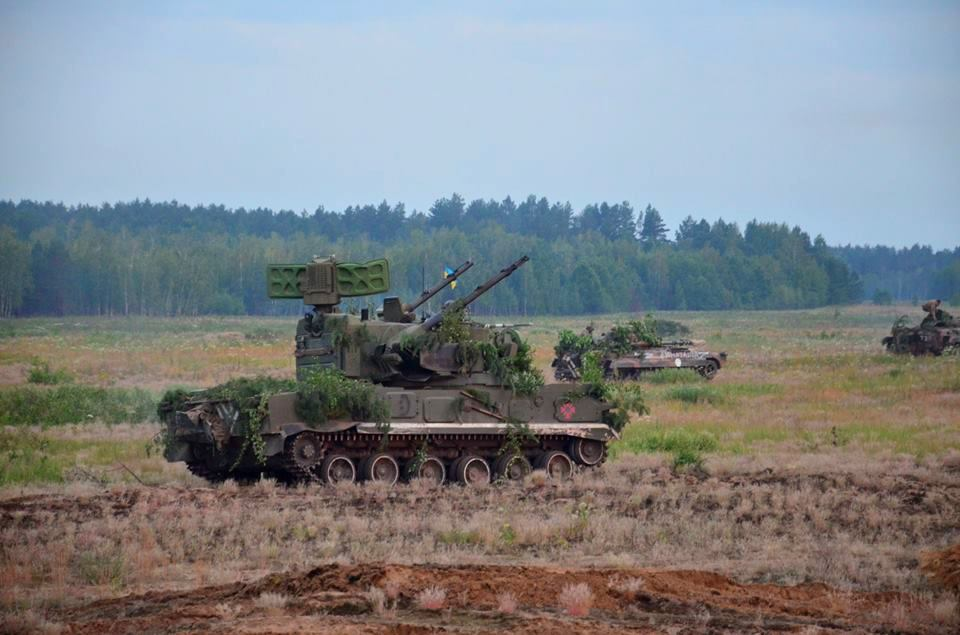
Tunguska-M Flugabwehrpanzer der Ukraine im Jahr 2016

Belarussische Tunguska-M während einer Parade

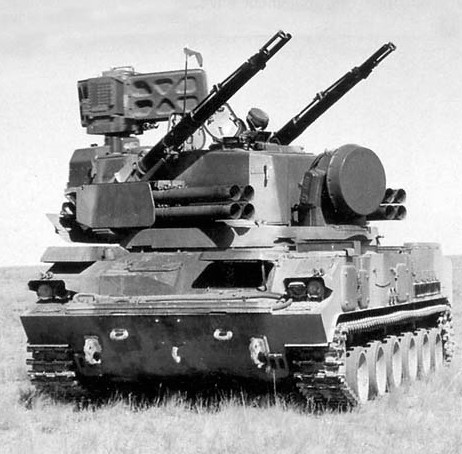
2K22 Tunguska

Das 2K22-Flugabwehrsystem ist ein mobiles Kurzstreckenflugabwehrsystem auf einem Kettenfahrzeug. Das Fahrzeug hat eine Besatzung von vier Mann. Es dient der Flugabwehr über dem Gefechtsfeld und damit dem Schutz von motorisierten und mechanisierten Verbänden. Auf dem Kettenfahrzeug ist ein Waffenturm angebracht, an dem ein Radarkomplex, zwei Maschinenkanonen sowie acht Flugabwehrraketen montiert sind, die sich in je vier Rohren links und rechts der Kanonen befinden. Die Ziellenkung erfolgt entweder per Radar oder mit elektronisch-optischer Zielzuweisung und Kommandolenkung. 2K22 kann einzeln oder im Verbund einer Batterie mit 4–6 Fahrzeugen eingesetzt werden. Der verbundene Einsatz erfolgt in Zusammenarbeit mit dem PU-12M Rangir-Batterie-Kommandoposten und dem PPRU-1M-Kommandoposten.
2K22 kann die Maschinenkanonen während der Fahrt abfeuern. Für den Einsatz der Lenkwaffen muss das Fahrzeug stillstehen. Mit den Maschinenkanonen kann die 2K22 Ziele in einem horizontalen Einsatzbereich von 0,2 bis 4 km bekämpfen. Der vertikale Einsatzbereich liegt bei 0 bis 3.000 m. Mit den Lenkwaffen beträgt die horizontale Vernichtungszone 2,5 bis 8 km. Die Einsatzhöhe beträgt dabei 10 bis 3.500 m. Bei einer minimalen Reaktionszeit von 6 bis 12 Sekunden (je nach Version) können Ziele mit einer maximalen Fluggeschwindigkeit von 500 m/s bekämpft werden.

### Fahrzeug
2K22 ist auf einem Kettenfahrgestell vom Typ GM-352M aufgebaut und wiegt 34,8 Tonnen. Das Fahrzeug ist 7,83 m lang, 3,24 m breit und mit aufgestellter Radarantenne 4,02 m hoch. Es verfügt über sechs Laufrollenpaare und verwendet ein hydropneumatisches Fahrwerk. Angetrieben wird es von einem V-46-4-Dieselmotor mit einer Leistung von 574 kW (780 PS). Die Höchstgeschwindigkeit beträgt 65 km/h und der maximale Fahrbereich liegt bei rund 500 km. 2K22 kann Steigungen von 60 % und vertikale Hindernisse von 1 m überwinden. Die maximal zulässige Querneigung liegt bei 30 % und das Fahrzeug kann ohne Vorbereitung Gewässer mit einer maximalen Tiefe von 0,8 m durchfahren. Das Fahrzeug verfügt über ABC-Schutz und die Panzerung schützt vor Granatsplittern und dem Beschuss von Infanteriewaffen.

### Radar
Der 1RL144-Radarkomplex besteht aus einem Überwachungsradar und einem Feuerleitradar. Dieser Radarkomplex hat den NATO-Codenamen Hot Shot. Das Überwachungsradar verwendet eine zylindrische Parabolantenne die mit zwei vertikalen Gruppen aus Strahlern als Monopulsantenne gespeist wird. Das Radar kann Ziele in einem 360°-Rundkreis auf bis zu 18 km Entfernung erfassen und begleiten. Es arbeitet im E-Band mit 2 bis 3 GHz bei einer mittleren Sendeleistung von 7 bis 10 Kilowatt. Beim Transport kann diese Radarantenne auf das Fahrzeugdach abgesenkt werden. Das Feuerleitradar verwendet eine symmetrische Parabolantenne und arbeitet nach dem Monopulsverfahren. Es arbeitet im Zentimeterbereich bei 10 bis 20 GHz im J-Band mit einer maximalen Sendeleistung von 150 Kilowatt. Es kann die vom Überwachungsradar übergebenen Ziele auf eine maximale Distanz von 16 km begleiten. Weiter beinhaltet der Radarkomplex ein Freund-Feind-Erkennungs-System des Typs 1RL138. An den Radarkomplex angebunden ist eine elektronisch-optische Zieleinrichtung vom Typ 1A29 mit 8-facher Vergrößerung und 8 Grad Sichtwinkel.

### Bewaffnung

#### Lenkwaffen
Die 9M311-Rakete wiegt beim Start 43,2 kg und ist zweistufig. Die erste Stufe ist der Booster mit einem Durchmesser von 152 mm und einem Gewicht von 24,7 kg. Am Heck dieser ersten Stufe sind vier Stabilisierungsflächen mit einer Spannweite von 500 mm angebracht. Die zweite Stufe hat einen Durchmesser von 76 mm und ein Gewicht von 18,5 kg. Sie kann im Groben in drei Sektionen aufgeteilt werden: Hinter der Lenkwaffenspitze befinden sich der Aufschlagzünder und der Laser-Näherungszünder. Danach folgen die Aktuatoren für die Steuerflächen, die Gyroskope sowie die Batterien. Nach dieser Sektion folgt der 9 kg wiegende Continuous-Rod-Gefechtskopf, der rund die Hälfte der Raketenstufe einnimmt. Im Heck sind die Elektronik und die Leucht-Fackeln für die Steuereinheiten verbaut. Am Flugkörperrumpf sind zwei Gruppen von Lenk- und Steuerflächen, am Heck vier trapezförmige Stabilisierungsflächen angebracht. Am vorderen Viertel des Flugkörperrumpfs sind vier kleine trapezförmige Steuerflächen angebracht. Diese Flächen sind, während sich die Lenkwaffe in dem Transport- und Startbehälter befindet, an den Lenkwaffenrumpf angelegt. Sie entfalten sich unmittelbar nach dem Start. Die Lenkwaffe wird mit einer Ausstoßladung aus dem Raketenstartbehälter ausgestoßen. In einer Entfernung von rund 5–7 m wird der Booster gezündet. Dieser beschleunigt die Lenkwaffe innerhalb von rund 2,6 Sekunden auf 900 bis 910 m/s. Nach einer Flugstrecke von rund 2,4 km ist der Booster ausgebrannt und wird abgeworfen. Ab diesem Zeitpunkt erfolgt der Weiterflug der zweiten Raketenstufe antriebslos. Die durchschnittliche Fluggeschwindigkeit liegt dabei bei 600 m/s. Abhängig von der Flugenveloppe kann die Lenkwaffe Flugmanöver mit einer maximalen Querbelastung von 32 g ausführen. Während des Lenkwaffenfluges wird das Flugziel mit dem Feuerleitradar verfolgt. Die Lenkwaffe wird dabei über die Leucht-Fackeln im Heck von der elektronisch-optischen Zieleinrichtung verfolgt. Die Kurskorrekturen für die Lenkwaffe werden im 1A27-Feuerleitrechner im Fahrzeug ermittelt und via Mikrowellen an die Lenkwaffe gesendet. Die Lenkwaffen können auch manuell mit der elektronisch-optischen Zieleinrichtung nach dem SACLOS-Prinzip zum Ziel gesteuert werden. Kommt das Flugziel in den Ansprechradius (5 m) des Näherungszünders, wird der Gefechtskopf gezündet. Bei einem Direkttreffer wird der Sprengkopf durch den Aufschlagzünder ausgelöst. Wird das Ziel verfehlt, zerstört sich die Lenkwaffe nach einer bestimmten Flugzeit durch Selbstzerlegung.

#### Maschinenkanonen
Zusätzlich zur Raketenbewaffnung ist das 2K22-System mit zwei doppelläufigen 30-mm-Maschinenkanonen 2A38 ausgestattet. Die wassergekühlten Kanonen sind eine Weiterentwicklung der Gsh-30. Die 2K22 hat einen Munitionsvorrat von 1936 Schuss (jeweils 968 Schuss pro Waffe). Die Kadenz liegt bei 1050 Schuss pro Rohr und Minute, was dem Fahrzeug eine theoretische Kadenz von 4.200 Schuss pro Minute verleiht. Bei der Zielverfolgung per Radar wird das Ziel automatisch verfolgt und wahlweise automatisch mit Feuerstößen zwischen 83 und 250 Schuss bekämpft, wobei die zwei Rohre je Kanonensystem abwechselnd feuern. Die Mündungsgeschwindigkeit beträgt rund 960 m/s. Mit den Kanonen können wahlweise Geschosse vom Typ APDS (Wuchtgeschoss), AP (panzerbrechend), API (panzerbrechend/Brand), FRAG (Splitter), oder HEI (Splitter/Brand) verschossen werden. Mit den Kanonen können auch leichtgepanzerte Bodenziele bekämpft werden. In der Praxis kam es immer wieder zu Zwischenfällen bei Schießeinsätzen der Maschinenkanone, weil minderwertiges Schmieröl verwendet wurde und sich dieses in der Verschlussbahn während der Feuerstoßabgabe entzündete. Daher wurde im Jahr 2006 zeitweise die Nutzung eingeschränkt.

## Varianten

### 2K22 / 2S6 Treugolnik
Dies ist die Initialversion aus dem Jahr 1982 mit 2×2 9M311-Raketen und zwei 2A38-Maschinenkanonen.

### 2K22 / 2S6 Tunguska
Diese erste Serienversion aus dem Jahr 1986 ist mit 2×4 9M311-Raketen und zwei 2A38-Maschinenkanonen ausgerüstet.

### 2K22M / 2S6M Tunguska-M
Die verbesserte Version 2K22M Tunguska-M wurde Jahr 1990 bei der Sowjetarmee eingeführt. Mit dieser Version kommen die verbesserten 9M311M-Raketen zum Einsatz. Gegenüber dem Vorgängermodell verwenden diese Raketen neue Leucht-Fackeln, welche auf einer vorbestimmten Frequenz pulsieren und dadurch weniger anfällig gegenüber Elektronischen Gegenmaßnahmen sind. Weiter kommen die verbesserten 2A38M-Maschinenkanonen mit einer gesteigerten Kadenz von 1250 Schuss pro Rohr und Minute zum Einsatz.

### 2K22M1 / 2S6M1 Tunguska-M1
Mit der 2K22M1 Tunguska-M1 entstand ab 2003 eine tiefgreifend modernisierte Ausführung der 2K22, bei der die aus den 1970er-Jahren stammende Elektronik durch moderne Komponenten ersetzt wurde. Damit konnte die minimale Reaktionszeit auf 8 Sekunden reduziert werden. Weiter kann die 2K22M1 Tunguska-M1 im Sensorverbund mit anderen Flugabwehrsystemen eingesetzt werden und ist zur vernetzten Operationsführung fähig. Dabei kommen die verbesserten 9M311-1M-Raketen zum Einsatz. Diese verfügen über einen leistungsstärkeren Booster sowie über einen verbesserten Näherungszünder zur Bekämpfung von Marschflugkörpern und kleinen, unbemannten Luftfahrzeugen. 2K22M1 Tunguska-M1 hat in der Horizontalen eine Vernichtungszone von 1,3 bis 10 km. Die Einsatzhöhe beträgt 2 bis 3.500 m.

### 3K87 Kortik
Das Nahbereichsverteidigungssystem 3K87 Kortik kommt auf Kriegsschiffen zum Einsatz. Es verwendet einzelne Komponenten der 2K22 Tunguska und ist mit 2×4 9M311K-Raketen ausgerüstet. Der NATO-Codename lautet SA-N-11 Grison.

## Nutzerstaaten
Aktuelle Nutzer

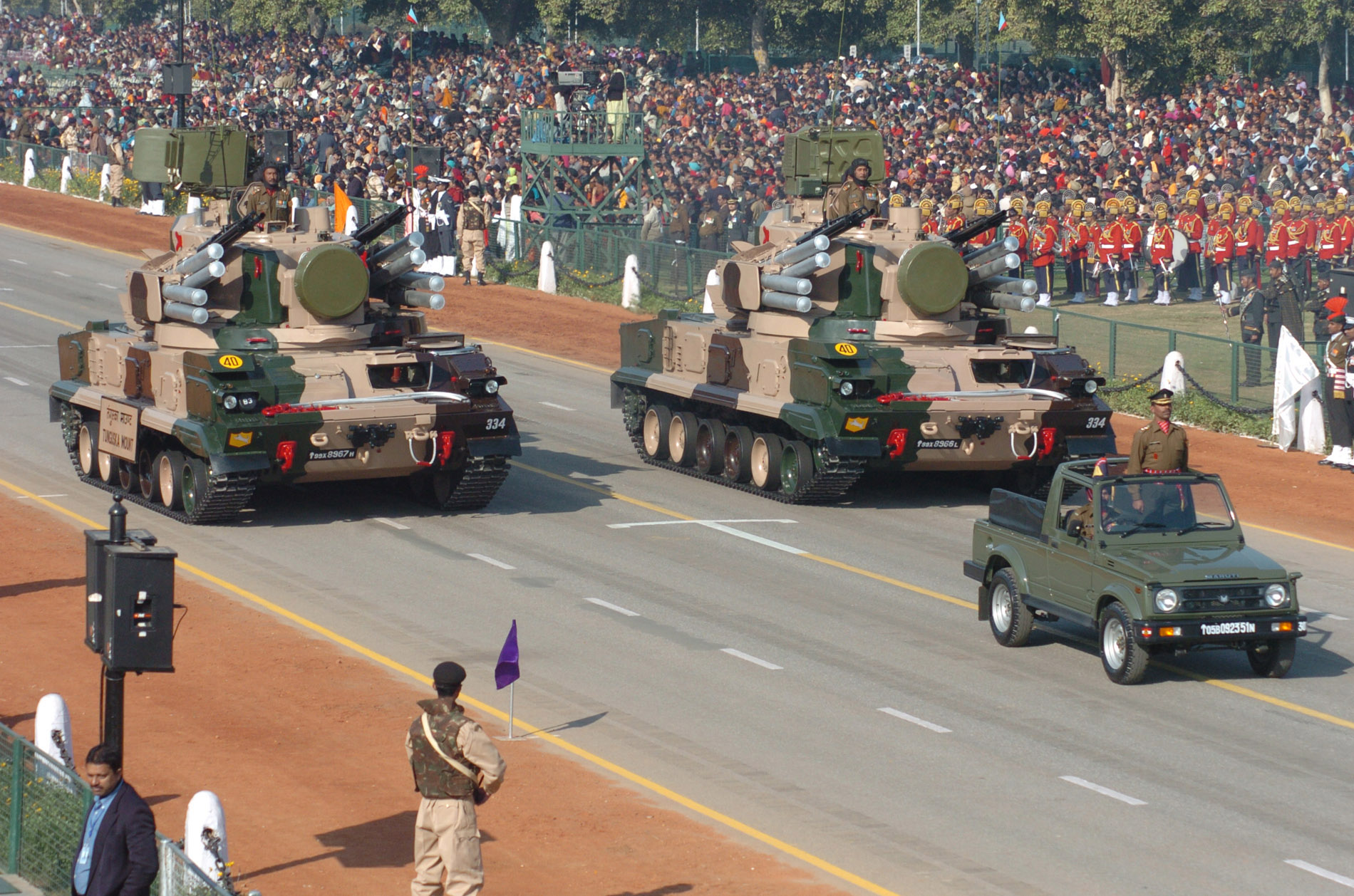
Indische 2S6M1 „Tunguska“ im Jahr 2006

- Indien – Stand Januar 2019 befinden mindestens 84 2K22M/M1 Tunguska-M/M1 im Dienst.[19]
- Marokko – Stand Januar 2018 befinden sich 12 2K22M1 Tunguska-M1 im Dienst.[20]:352
- Myanmar – Stand Januar 2018 befinden sich eine unbekannte Anzahl 2K22M1 Tunguska-M1 im Dienst.[20]:287
- Peru – 5 2K22M1 aus russischen Beständen seit dem Jahr 2005 im Dienst.[13]
- Russland – Stand Januar 2018 befinden sich mindestens 250 2K22M1 Tunguska-M1 im Dienst.[20]:194
- Ukraine – Stand Januar 2018 befinden sich 70 2K22M Tunguska-M im Dienst.[20]:210
- Belarus – Stand Januar 2018 befindet sich eine unbekannte Anzahl 2K22M Tunguska-M im Dienst.[20]:185

Ehemaliger Nutzer
- Syrien – Mitte der 2000er-Jahre außer Dienst gestellt.[20]:362